# Frances Langford
Pour les articles homonymes, voir Langford.
Frances Langford est une actrice, scénariste et compositrice américaine née le 4 avril 1913 à Lakeland, Floride (États-Unis), morte le 11 juillet 2005 à Jensen Beach (Floride).

## Filmographie
- 1932 : The Subway Symphony : Elle-même
- 1935 : Every Night at Eight : Susan Moore
- 1935 : La Naissance d'une étoile (Broadway Melody of 1936) : Elle-même
- 1936 : Collegiate : Miss Hay
- 1936 : Palm Springs (en) : Joan Smyth
- 1936 : L'Amiral mène la danse (Born to Dance) : « Peppy » Turner
- 1937 : Hit Parade (en) : Ruth Allison
- 1937 : Hollywood Hotel de Busby Berkeley : Alice Craine
- 1940 : Dreaming Out Loud, de Harold Young : Alice
- 1940 : Too Many Girls de George Abbott : Eileen Eilers
- 1940 : Hit Parade of 1941 : Patt Abbott
- 1941 : Swing It Soldier (en) : Patricia Loring et Evelyn Loring Waters
- 1941 : Le Collège en folie (All-American Co-Ed) de LeRoy Prinz : Virginia
- 1942 : Mississippi Gambler : Beth Cornell
- 1942 : La Glorieuse Parade (Yankee Doodle Dandy) : Chanteuse
- 1943 : Cowboy in Manhattan (en) : Babs Lee
- 1943 : This Is the Army : Elle-même
- 1943 : Never a Dull Moment (en) : Julie Russell
- 1944 : Career Girl (en) : Joan Terry
- 1944 : Dixie Jamboree (en) : Susan Jackson
- 1944 : Girl Rush (en) : Flo Daniels
- 1945 : Radio Stars on Parade (en) : Sally Baker
- 1946 : People Are Funny : Elle-même
- 1946 : The Bamboo Blonde : Louise Anderson
- 1947 : Beat the Band (en) : Ann Rogers
- 1949 : Deputy Marshal (en) : Janet Masters
- 1954 : Romance inachevée (The Glenn Miller Story) : Elle-même